# Wangertief

Zufluss des Hohenstiefs zum Wangertief bei Horumersiel

Das Wangertief ist ein Tief in Horumersiel, einem Ortsteil der Gemeinde Wangerland im Landkreis Friesland im Norden von Niedersachsen.
Das etwa 100 Meter breite Binnengewässer im Jeverland, durch das Binnenwasser in die Nordsee abfließt, erstreckt sich in Nord-Süd-Richtung über eine Länge von etwa 2,2 Kilometer.
Es wurde 1971–1973 gebaut und sammelt das Wasser von Crildumer Tief, Wüppelser Tief, Hohenstief und Horumer Tief.
Östlich in der Mitte mündet das Hohenstief in das Wangertief hinein. Über einen Hafen am nördlichen Ende ergießt sich in Horumersiel das Wasser in das Wanger Außentief, das Zugang zur Innenjade und damit zur Nordsee hat.
Das Wangertief mit dem Wangersiel ersetzt insbesondere die Sielkammern in Hohenstiefersiel und Crildumersiel, aber auch in Horumersiel; diese Siele arbeiteten rein tidenabhängig und konnten insbesondere bei den Herbststürmen das Binnenland nicht immer hinreichend entwässern.